# Паррейра, Карлос Алберто
Ка́рлос Албе́рто Го́мес Парре́йра (порт.-браз. Carlos Alberto Gomes Parreira; род. 27 февраля 1943, Рио-де-Жанейро) — бразильский футбольный тренер. Единственный тренер, шесть раз возглавлявший сборные на чемпионатах мира. В 1994 привёл сборную Бразилии к победе на чемпионате мира в США.

## Карьера
Паррейра является болельщиком «Флуминенсе», и выиграл два титула лиги для клуба: первый дивизион бразильского чемпионата в 1984 году и третий дивизион в 1999 году. О последнем титуле клуба Паррейра сказал, что это был самый важный трофей в его карьере, важнее чем триумф на чемпионате мира в США, поскольку любимый им клуб практически столкнулся с банкротством и в то время был очень близок к исчезновению.
Тренировал сборную Ганы и клубы «Брагантино» (Бразилия), «Валенсия» (Испания), «Сан-Паулу», «Атлетико Минейро», «Сантос», «Интернасьонал» (все — Бразилия).
Связка Паррейры и Загалло хорошо известна в Бразилии, вместе они выиграли чемпионаты мира 1970 и 1994 годов.

## Вехи карьеры
- 1970 — тренер Бразилии по физподготовке на чемпионате мира
- 1982 — Кувейт (ЧМ, дебютант, четвертое место в группе)
- 1984 — «Флуминенсе» (чемпион Бразилии)
- 1990 — ОАЭ (ЧМ, дебютант, четвертое место в группе)
- 1994 — Бразилия (ЧМ, победитель)
- 1995/96 — «Фенербахче» (чемпион Турции)
- 1996—1997 — «МетроСтарз» (США)
- 1998 — Саудовская Аравия (ЧМ, четвертое место в группе, уволен после двух матчей)
- 2002—2003 — «Коринтианс» (Рио — Сан-Паулу, Кубок Бразилии)
- 2003—2006 — главный тренер сборной Бразилии (поражение в четвертьфинале ЧМ)
- 2009—2010 — главный тренер сборной ЮАР, с которой выступал на «домашнем» чемпионате мира (третье место в группе).